# Wechselkurs

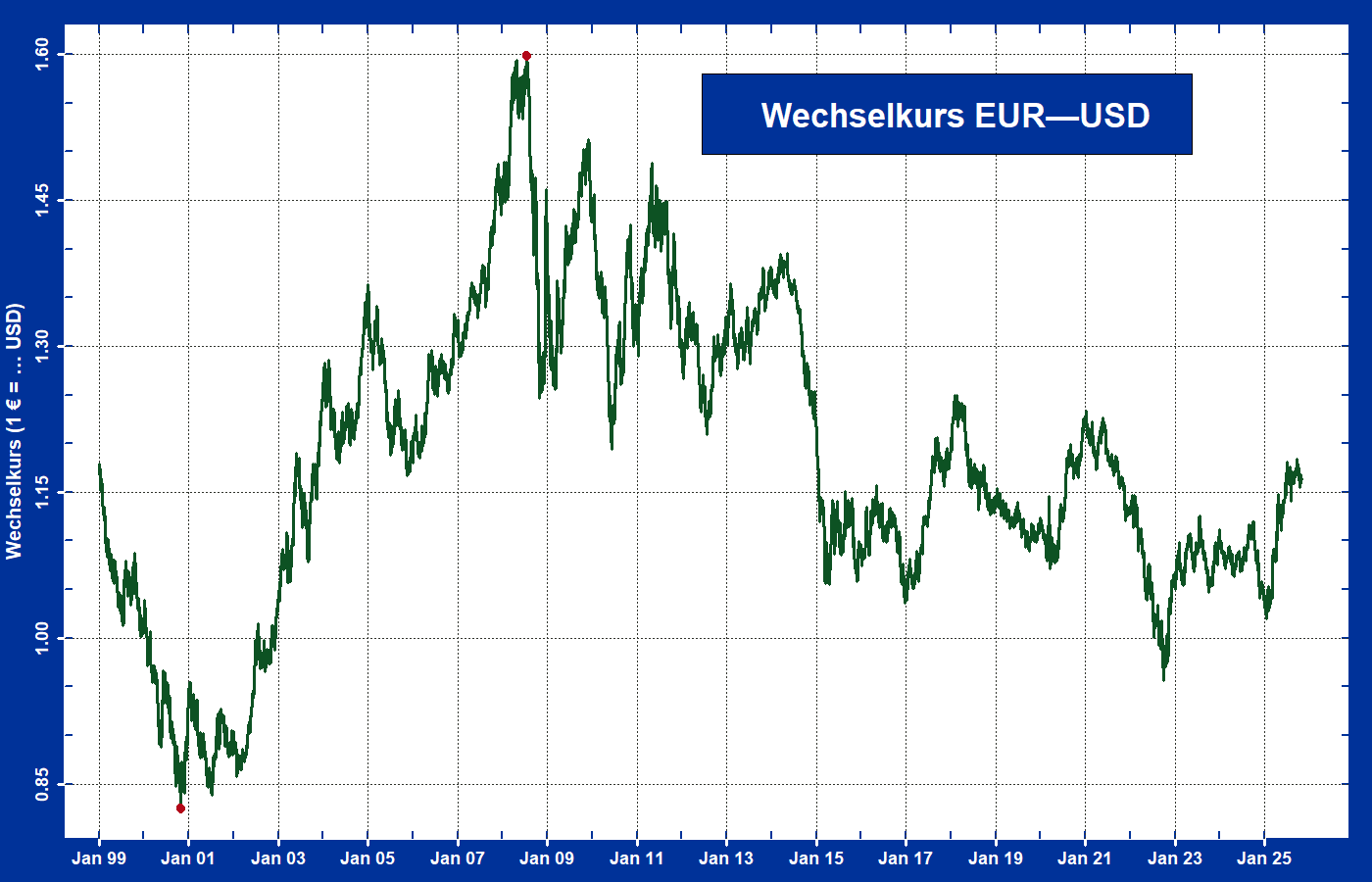
Wechselkurs des Euro zum US-Dollar seit Bestehen des Euros

Der Wechselkurs (oder Devisenkurs; englisch exchange rate) ist in der Außenwirtschaft und im Finanzwesen der Preis einer Währung, ausgedrückt in einer anderen Währung.
Devisenkurs ist der Preis einer ausländischen Währungseinheit in Inlandswährung, während der Preis einer inländischen Währungseinheit in Fremdwährung Wechselkurs genannt wird. Devisen- und Wechselkurs werden deshalb häufig voneinander unterschieden und nicht als Synonyme gebraucht, denn der Devisenkurs zeigt an, was Devisen in einem Staat kosten und nicht, was die Inlandswährung in Devisen kostet. Der Wechselkurs {\displaystyle WK} ist der Kehrwert des Devisenkurses {\displaystyle DK}:
{\displaystyle WK={\frac {\text{1}}{\text{DK}}}}.
Diese Unterscheidung lässt sich auch historisch begründen, denn früher wurden Wechsel zwischen zwei Ländern gehandelt, wobei die Wechsel eines Landes einen Kurswert in der Währung des anderen Landes hatten. Helmut Lipfert zufolge stammt die Bezeichnung der Devisenkurse als Wechselkurse aus der Zeit vor dem Ersten Weltkrieg, als der internationale Devisenhandel weitgehend ein Handel mit Fremdwährungswechseln war.
Der Wechselkurs setzt voraus, dass mindestens zwei Währungen miteinander verglichen werden. Der Vergleich erfolgt insbesondere durch Anleger, Exporteure und Importeure, Investoren, Manager, Spekulanten, Unternehmer oder aus statistischen Gründen für Zeitreihenanalysen, um Entscheidungen treffen zu können. Wird der Wechselkurs über die jeweiligen Wechselkurse zu einer Drittwährung ermittelt, liegt ein Kreuzkurs (englisch cross rate) vor.
Der Wechselkurs ist volkswirtschaftlich sehr bedeutsam, da er unter anderem die internationale Wettbewerbsfähigkeit eines Währungsraumes beeinflusst (siehe Wechselkursmechanismus).

## Arten
Allgemein wird unterschieden zwischen nominellem und realem Wechselkurs und zwischen festen und flexiblen Wechselkursen:
- Nominelle, reale und effektive Wechselkurse:
  - Der nominelle Wechselkurs ist das Wertverhältnis zweier Währungen, üblicherweise angegeben als in Inlandswährung ausgedrückter Preis einer bestimmten Menge ausländischer Währungseinheiten (Numéraire).[7] Der Kehrwert dieser Preisnotierung (z. B. Euro/USD) ergibt die Mengennotierung. Zwischen dem Wechselkurs in der Preisnotierung {\displaystyle WK} und der Mengennotierung {\displaystyle e} gegenüber einer anderen Währung besteht die Beziehung {\displaystyle WK\cdot e=1}. Eine Erhöhung des nominellen Wechselkurses in der Preisnotierung entspricht einer Abwertung der Inlandswährung, eine Aufwertung ist bei Preisnotierung die Verminderung des nominellen Wechselkurses der Inlandswährung.
  - Realer Wechselkurs: Er bezeichnet das Verhältnis, zu dem ein repräsentativer Warenkorb eines Staates gegen einen repräsentativen Warenkorb eines anderen Staates getauscht werden kann. Der reale Wechselkurs ist damit als ein Index definiert, sein absoluter Wert hat also keinen Aussagewert. Erst durch die Betrachtung der Änderungsraten im Zeitverlauf kann man wichtige Erkenntnisse gewinnen. An ihnen kann man die Entwicklung der Kaufkraft eines Staates ablesen. Eine real aufwertende Währung zeichnet sich zwar durch eine höhere Kaufkraft gegenüber dem Ausland aus (man spricht auch von verbesserten Terms of Trade), verringert jedoch gleichzeitig die Wettbewerbsfähigkeit der inländischen Wirtschaft.
  - Reale Falschbewertung ist ein realer Wechselkurs, der vom Gleichgewichtspreis abweicht.
  - Effektive Wechselkurse sind der Indexwert einer Währung gegenüber einem gewichteten Währungskorb. Der effektive Wechselkurs von wichtigen Währungen wird lediglich von der Bank of England ermittelt.[8] Effektive Wechselkurse entsprechen von der Methodik einem Preisindex.
- Feste und flexible Wechselkurse:
  - Ein fester Wechselkurs ist ein Wechselkurssystem, bei dem die Kurse lediglich innerhalb einer festgelegten Wechselkursbandbreite zwischen einem oberen und unteren Interventionspunkt frei schwanken dürfen. Wird der obere Interventionspunkt durch die Marktentwicklung überschritten oder der untere Interventionspunkt unterschritten, greift die Zentralbank pflichtgemäß mittels Devisenmarktintervention entweder als Verkäufer oder Käufer der Devisen ein. Der Ausgleich der Zahlungsbilanzen wird bei festen Wechselkursen und gleichzeitig angestrebter Vollbeschäftigung und Preisniveaustabilität ein Problem, das nur durch international koordinierte Konjunkturpolitik gelöst werden kann.[9]
  - Der Crawling Peg ist ein elastisches System fester Wechselkurse, in dem den Währungsbehörden gestattet ist, entweder die Wechselkursparitäten oder die Wechselkursbandbreiten oder beides zu verschieben, so dass kein unmittelbarer Zwang zur Devisenmarktintervention besteht.[10]
  - Ein flexibler Wechselkurs (wie beim Floating) dagegen kann frei schwanken, die Zentralbank greift im Regelfall nicht ein. Die Preisbildung wird dem freien Spiel von Devisenangebot und Devisennachfrage auf dem Devisenmarkt überlassen. Ein Zahlungsbilanzdefizit (starke Nachfrage nach Fremdwährung) zeigt sich direkt in steigenden Devisenkursen, so dass die Zahlungsbilanz stets ausgeglichen ist.[11] Der Zahlungsbilanzüberschuss mit starkem Angebot an Fremdwährung führt zu sinkenden Devisenkursen.

Eine bedeutende Rolle spielen Wechselkurse bei Kreditinstituten, Versicherern und Unternehmen mit Außenhandel. Für sie besteht durch Wechselkursänderungen ein Risiko (Wechselkursunsicherheit), wenn Forderungen oder Verbindlichkeiten in Fremdwährung denominiert sind.

## Bilaterale und effektive Wechselkurse
Vom bilateralen Wechselkurs spricht man, wenn sich der Wechselkurs auf zwei Währungen bezieht. Betrachtet man dagegen den Wechselkurs zwischen einer Währung und einem Währungskorb, dann spricht man vom effektiven (oder auch multilateralen) Wechselkurs. Der Währungskorb wird aus den Währungen der wichtigsten Handelspartner gebildet. Der effektive Wechselkurs wird bestimmt, indem der Durchschnitt aus allen bilateralen Wechselkursen im Währungskorb gebildet wird, dabei wird jeder bilaterale Wechselkurs mit dem Anteil des jeweiligen Landes am Außenhandel gewichtet. Wird mit der Exportquote gewichtet, so spricht man vom Exportwechselkurs, wird dagegen mit der Importquote gewichtet, dann spricht man vom Importwechselkurs. Meistens wird der Durchschnitt aus dem Export- und Importanteil gebildet, in diesem Fall wird der effektive Wechselkurs als Außenwert der Währung bezeichnet.
Der effektive Wechselkurs ist von Bedeutung, weil Wechselkurse aus Unternehmenssicht vor allem wichtige Indikatoren für die eigene Wettbewerbsfähigkeit sind. Allerdings kann ein Wechselkurs per Definition immer nur genau zwei Volkswirtschaften miteinander vergleichen. Dies reduziert seine Aussagekraft. Um zu einer grundsätzlicheren Erkenntnis über die Wettbewerbsfähigkeit eines Staates zu kommen, müssten demnach auch alle anderen für Ex- und Importe wichtigen Wechselkurse berücksichtigt werden – dies leistet der effektive Wechselkurs.
Die Europäische Zentralbank (EZB) berechnet den effektiven Außenwert des Euro gegenüber den Währungen von 23 Haupthandelspartnern (die sog. EWK-23-Gruppe). Bedeutsam sind dabei jedoch v. a. der US-Dollar, das britische Pfund und der japanische Yen, die derzeit gemeinsam über 55 Prozent des gesamten effektiven Wechselkurses des Euro ausmachen. Obwohl die Währungen, die nicht zur EWK-23-Gruppe zählen, eine relativ unwichtige Rolle spielen, bestimmt die EZB auch den effektiven Wechselkurs für die 42 wichtigsten Handelspartner, die sogenannte EWK-42-Gruppe.

## Mengen- und Preisnotierung
Die Mengennotierung (englisch indirect quotation), der Wechselkurs im engeren Sinne, gibt den Preis einer Einheit der inländischen Währung in Geldeinheiten der ausländischen Währung an (am Beispiel von Europa und den USA aus europäischer Sicht: Dollar je Euro). Dagegen gibt die Preisnotierung (englisch direct quotation) oder der „Devisenkurs“ den Preis einer Einheit der ausländischen Währung in Einheiten der inländischen Währung an (Euro je Dollar aus europäischer Sicht). Die Preisnotierung ist somit definitionsgemäß der Kehrwert der Mengennotierung.
Die Art der Kursnotierung lässt sich anhand folgender Tabelle veranschaulichen:
| Kursnotierung   | Definition                                                                                             | aus deutscher Sicht             |
| --------------- | --- | ------------------------------- |
| Mengennotierung | der Wechselkurs gibt die Mengeneinheit an Fremdwährung an, die der Inlandswährung entspricht           | EUR/CHF = 1,20 1 EUR = 1,20 CHF |
| Preisnotierung  | der Wechselkurs wird als Preis in Inlandswährung für eine Währungseinheit der Fremdwährung ausgedrückt | CHF/EUR = 0,83 1 CHF = 0,83 EUR |

In Deutschland und Österreich ist die Mengennotierung, in der Schweiz die Preisnotierung üblich. Sortenkurse werden meist in Preisnotierung wiedergegeben. In der Eurozone, Großbritannien, Australien und Neuseeland wird heute mehrheitlich die Mengennotierung verwendet, während ansonsten die Preisnotierung üblich ist. In der Eurozone war bis zu der Euroeinführung auch die Preisnotierung üblich.
Der Wechselkurs in Mengennotierung {\displaystyle e_{\mathrm {M} }} wird durch
{\displaystyle e_{\mathrm {M} }={\frac {\text{Einheiten ausländischer Währung}}{\text{eine Einheit inländischer Währung}}}}
berechnet, in Preisnotierung (Devisenkurs) lautet sie
{\displaystyle e_{\mathrm {P} }={\frac {\text{Einheiten inländischer Währung}}{\text{eine Einheit ausländischer Währung}}}=e_{\mathrm {M} }^{-1}}.
Ob Mengen- oder Preisnotierung vorliegen, hängt somit von der Sichtweise eines Landes ab.

## Wechselkursrisiko
Das Wechselkursrisiko ist ein spezifisches Kursrisiko, das von demjenigen Wirtschaftssubjekt zu tragen ist, welches mit einer Fremdwährung als Zahlungsempfänger oder Zahlungspflichtiger konfrontiert ist. Es beruht auf der Unsicherheit über zukünftige Marktentwicklungen des Wechselkurses und kommt in der Wahrscheinlichkeitsverteilung zukünftiger Ungewissheit über die Wechselkurse zum Ausdruck. Hiergegen kann sich der Risikoträger durch Sicherungsgeschäfte wie insbesondere Devisentermingeschäfte, Devisenoptionsgeschäfte oder Währungsswaps absichern.

## Wechselkursbildung
Ein Wechselkurs bildet sich bei flexiblen Wechselkursen wie jede Preisbildung am Devisenmarkt aus Devisenangebot und Devisennachfrage der betrachteten Währung. Bedeutende Einflussgrößen sind Direktinvestitionen, unterschiedliche Preisniveaus, Spekulation, Zahlungsströme (Exporteure verkaufen ihre Devisen als Devisenangebot, was als Geldangebot auf dem heimischen Geldmarkt erscheint, Importeure entwickeln Devisennachfrage, was Geldnachfrage erzeugt) oder Zinsdifferenzen der Zinsniveaus zwischen Inland und Ausland. Wichtig sind auch nicht-monetäre psychologische Faktoren (wie politische oder Finanzkrisen, Handelskriege, Handelsstreitigkeiten, Kriege oder die Veröffentlichung von Marktdaten, volkswirtschaftlichen Kennzahlen).
Technisch ist der Wechselkurs der Kassakurs eines Kassageschäfts, wenn zwischen Geschäftsabschluss und Erfüllung höchstens zwei Handelstage liegen. Bei einem Terminkurs aus einem Devisentermingeschäft ist der Zeitraum länger als zwei Handelstage (ein Monat bis zwei Jahre). Der Kassakurs unterteilt sich aus Sicht eines Kreditinstituts in den Geldkurs, zu dem Devisen von Kunden angekauft werden und den Briefkurs, zu dem sie verkauft werden. Zwischen dem Geld- und Briefkurs liegt als arithmetisches Mittel der Mittelkurs, von dem mit festgelegten Kursspannen der Geld- und Briefkurs ermittelt wird. Das gilt auch für Sorten, dem Bargeld in Fremdwährung, die von Kreditinstituten und Wechselstuben gehandelt werden.
Die Europäische Zentralbank (EZB) ermittelt seit Januar 1999 täglich an Handelstagen Referenzkurse der wichtigsten Währungen, die bei Finanzkontrakten oder sonstigen Verträgen zugrunde gelegt werden können. Diese Referenzkurse ersetzen die Devisenkurse der im Dezember 1998 abgeschafften Devisenbörsen. Weitere Referenzwerte für Devisen sind die so genannten „EuroFX“, bei denen insgesamt 17 Institute gegen 13 Uhr die Mittelkurse ihrer Wechselkurse festlegen und bei Reuters veröffentlichen; das Verfahren wurde kartellrechtlich als Widerspruchskartell genehmigt.

## Wechselkurstheorien
Die Wechselkurstheorien versuchen als Teilbereiche der monetären Außenwirtschaftstheorie, das Verhalten von Wechselkursen zu erklären. Generell wird unterschieden zwischen Bestandsgrößen- und Stromgrößen-orientierten Ansätzen:
- Bestandsgrößen-orientierte Ansätze orientieren sich an der Bestandsgröße von Devisen im Portfolio von Wirtschaftssubjekten. Diese hegen bestimmte Erwartungen, die das gegenwärtige und künftige Marktgleichgewicht beeinflussen.
  - Monetärer Ansatz: Wechselkursvolatilitäten sind für sich genommen kein Indiz für Marktineffizienzen, denn der Wechselkurs ist derjenige Preis, zu dem inländische und ausländische Vermögensbesitzer ihre Geldvermögen zu halten wünschen. Kommt es zu exogenen Marktstörungen, so wies Rudiger Dornbusch 1976 in seiner monetären Wechselkurstheorie nach, dass Wechselkurse unter bestimmten Bedingungen zu überschießenden Reaktionen (englisch overshooting) auf exogene Störungen neigen. Das Dornbusch-Modell zeigt, dass flexible Wechselkurse trotz rationaler Erwartungsbildung und vollkommener Information (Kenntnis des Gleichgewichtspreises auf lange Frist) kurzfristig instabil sein können und über ihren Gleichgewichtspreis hinaus übertrieben steigen („überschießen“) können, was auf die unterschiedliche Anpassungsgeschwindigkeit zwischen den Güter- (Realwirtschaft) und Finanzmärkten (Finanzwirtschaft) zurückzuführen ist.[20] Da die Finanzmärkte auf exogene Störungen schneller reagieren als die Gütermärkte, richten sich die langfristigen Wechselkurserwartungen Dornbusch zufolge nach der Kaufkraftparitätentheorie.[21]
  - Nach dem 1981 von Stephen J. Turnovsky mitentwickelten Finanzmarktansatz (englisch asset (market) approach) werden die Wechselkurse von den jeweiligen Präferenzen hinsichtlich der in- und ausländischen Kapitalanlage bestimmt.[22] Die Kaufentscheidung für Kapitalanlagen im In- oder Ausland wird aufgrund von Wechselkursprognosen und Erwartungen der Marktzinsen getroffen, was über Devisenangebot und Devisennachfrage den Wechselkurs verändert.[23]
  - Die makroökonomische Portfoliotheorie der Zahlungsbilanz unterstellt ein stabiles System fester Wechselkurse mit relativ engen Bandbreiten, bei der Verschiebungen der Wechselkursparität nicht erwartet werden.[24] Der erwartete Effektivzins in- und ausländischer Wertpapiere entspricht dauerhaft dem Nominalzins dieser Wertpapiere. Vertreter waren unter anderem Black[25] und Branson.[26]
- Stromansätze orientieren sich an Stromgrößen und zielen ab auf die Wirkung der Änderung des Preisniveaus, des Einkommens oder des Zinssatzes auf die Kapitalverkehrsbilanz und die Leistungsbilanz.
  - Mundell-Fleming-Modell (Absorptionsansatz): Basierend auf einer keynesianischen Theorie stellt dieser Ansatz auf den Leistungsbilanzsaldo eines Staates ab, um zukünftige Kursentwicklungen der jeweiligen Währung vorherzusagen.
  - Zinsparitätenansatz: Geld geht dorthin, wo die höchsten Erträge zu erzielen sind. Sind internationale Kapitalmärkte frei von Kapitalverkehrskontrollen und in- und ausländische Finanztitel perfekte Substitute, dann kommt es durch die Ausnutzung von Arbitragemöglichkeiten zu einer perfekten Übereinstimmung der entsprechenden Ertragsraten im In- und Ausland, die sich zum einen aus dem direkten Zinsertrag hinsichtlich des inländischen und ausländischen Zinsniveaus und zum anderen durch Wechselkursänderungen ergeben. Jede Abweichung der Ertragsraten wird zu Kapitalbewegungen führen, die auf die Ausnutzung von Gewinnchancen ausgerichtet sind und solange anhalten und zu Anpassungen führen, bis eine erneute Angleichung erfolgt ist.
  - Kaufkraftparitätenansatz: Die Kaufkraftparitätentheorie leitet den Wechselkurs zweier Währungen aus der Relation der jeweiligen Preisniveaus ab. Sie besagt, dass die Wechselkurse hauptsächlich schwanken, um Preisniveauunterschiede zwischen Währungsräumen auszugleichen. Relevant sind dabei Warenkörbe, die ausschließlich international handelbare Güter enthalten. Dieser Ansatz basiert auf dem Gesetz von der Unterschiedslosigkeit der Preise (englisch law of one price). Gemäß der Kaufkraftparitätentheorie muss eine Geldeinheit in allen Staaten die gleiche Kaufkraft haben, also überall den gleichen realen Wert besitzen.

## Wechselkursänderungen
Grundsätzlich entstehen Wechselkursänderungen durch Angebots- und Nachfrageverhalten der Marktteilnehmer. Der Wechselkurs stellt sich dort ein, wo sich Angebot und Nachfrage nach einer Währung treffen. Als Marktteilnehmer treten dabei sowohl Großanleger (z. B. Zentralbanken, internationale Großbanken und Großunternehmen) als auch Kleinanleger auf.
Wechselkursänderungen haben eine große gesamtwirtschaftliche Bedeutung und spielen daher auch im Rahmen der Währungs- und Wirtschaftspolitik eine bedeutende Rolle. Aus der Betrachtung der Wechselkursänderungen im Zeitverlauf kann darauf geschlossen werden, wie die Marktteilnehmer die Entwicklung einer Volkswirtschaft einschätzen.
Da sich der Wechselkurs auf einem sehr liquiden und oft volatilen Markt bildet, schwanken Wechselkurse in Systemen flexibler Wechselkurse erfahrungsgemäß sehr stark. Das Maß für die Schwankungsintensität eines Wechselkurses bezeichnet man als Wechselkursvolatilität. Große Wechselkursänderungen treten zumeist im Rahmen genereller Finanz- oder Wirtschaftskrisen auf.

### Mathematische Darstellung
Formal lässt sich die prozentuale Änderung des Wechselkurses ({\displaystyle WK}) wie folgt berechnen:
{\displaystyle {\text{Änderungsrate}}={\frac {WK_{t}-WK_{t-1}}{WK_{t-1}}}={\frac {WK_{t}}{WK_{t-1}}}-1}.
Bei einer Darstellung des Wechselkurses in Mengennotierung bedeuten positive Änderungsraten eine Aufwertung der Inlandswährung, negative Änderungsraten dagegen eine Abwertung (Devaluation). Es verhält sich genau umgekehrt, wenn der Wechselkurs in Preisnotierung (Devisenkurs) dargestellt wird, dann entsprechen positive Änderungsraten einer Abwertung und negative einer Aufwertung der Inlandswährung.

### Auslöser von Wechselkursänderungen
Sind die Gründe bekannt, aus denen ein Angebots- oder Nachfrageüberhang entstanden ist, dann ist auch bekannt, wie die Marktteilnehmer (bzw. bei einem Festkurssystem die Regierung) die Entwicklung einer Volkswirtschaft einschätzen. Die wichtigsten Auslöser können sein:
- Durch private Marktaktteilnehmer ausgelöste Wechselkursänderungen sind oft auf Änderungen der Wechselkurserwartungen (siehe hierzu auch Terminmarkt) zurückzuführen. Dabei erwarten die Anleger, dass eine Währung aufwerten wird und kaufen diese Währung, um von den Wertsteigerungen zu profitieren.
- Eine Erhöhung des Leitzinses eines Staates bewirkt eine erhöhte Nachfrage nach Staatsanleihen dieses Landes. Da die Anleihen in der Währung dieses Landes bezahlt werden müssen, entsteht eine erhöhte Nachfrage nach dieser Währung, es kommt zu einer Aufwertung. Entsprechend wertet die Währung ab, wenn die Leitzinsen des jeweiligen Landes fallen.
- Verstärktes Investitionsinteresse ausländischer Investoren bewirkt verstärkte Nachfrage nach inländischer Währung, es kommt zu einer Aufwertung. Dementsprechend bewirkt ein nachlassendes Investitionsinteresse eine Abwertung.
- Wechselkursänderungen können auch durch Devisenmarktinterventionen der Zentralbank hervorgerufen werden (so genannte Realignments). Hierbei kauft bzw. verkauft die Zentralbank inländische gegen ausländische Währungseinheiten.

### Auswirkungen von Wechselkursänderungen
Änderungen des Wechselkurses (besonders gegenüber wichtigen Handelspartnern) sind bedeutsame Einflussgrößen für die gesamtwirtschaftliche Entwicklung eines Landes und oftmals auch die seiner Handelspartner. Die Auswirkungen sind sehr vielfältig, ihre volle Entwicklung erreichen sie erst über einen längeren Zeitraum. Die wichtigsten Auswirkungen sind:
- Inländer müssen infolge einer Abwertung für die gleiche Menge importierter Güter mehr inländische Währung bezahlen. Daraus entsteht eine Senkung der Importmenge und eine Erhöhung der Nachfrage der Inländer nach inländischen Gütern, um den Güterbedarf unabhängig vom Wechselkurseffekt zu decken. Gleichzeitig müssen die ausländischen Importeure weniger ihrer Währung aufwenden, um die gleiche Gütermenge zu erhalten. Dies führt zu einem Anstieg der Exportmenge. In der Folge verbessert sich die Leistungsbilanz des Landes. Dies führt aber auch zu einer Verschlechterung der Terms of Trade, da mit dem Erlös einer konstanten Menge an Exportgütern nur noch eine kleine Menge an Importgütern bezahlt werden kann. Der dadurch entstehende positive Effekt spiegelt sich im Anstieg der Beschäftigung im Inland wider.
- Der Leistungsbilanzeffekt einer Wechselkursänderung kann in der kurzen Frist anders ausfallen als in der langen Frist; dies wird in der Literatur als „J-Kurven Effekt“ bezeichnet: Da die Rechnungen überwiegend in der Währung des jeweiligen Lieferlandes fakturiert werden, verteuern sich (in Inlandswährung ausgedrückt) die Importe bei gleichbleibenden Exporterlösen. Daraus resultiert eine Verschlechterung der Leistungsbilanz. Erst wenn die Preislisten angepasst werden und diese Preisänderung über die jeweiligen Import- und Exportelastizitäten zu Nachfragereaktionen führen, dann steigen die Exporte, sodass sich die Leistungsbilanz verbessert.
- Wechselkursänderungen haben Auswirkungen auf die Inflationsentwicklung: Eine Abwertung der inländischen Währung bewirkt direkt einen Anstieg der Importpreise (importierte Inflation) und somit des Konsumentenpreisindex. Das hat zur Folge, dass die Inländer weniger Güter kaufen können (das real verfügbare Einkommen sinkt), da sie mehr Geld für importierte Güter ausgeben müssen. Umgekehrt wirkt eine Aufwertung inflationsbremsend, so dass das real verfügbare Einkommen steigt. Dieser Effekt ist kurzfristiger Natur.
- Mittelfristig bedeutet eine Aufwertung einen Verlust an Wettbewerbsfähigkeit der inländischen Unternehmen, da die exportierten Güter im Ausland teurer werden und die Exporte zurückgehen werden. Dagegen wirkt sich eine Abwertung stimulierend auf die Exportwirtschaft aus. Im Rahmen der Zahlungsbilanztheorie werden die Auswirkungen von Wechselkursänderungen auf den Außenhandel untersucht. Wichtige Ansätze hierzu sind beispielsweise die Marshall-Lerner-Bedingung, die Robinson-Bedingung oder der J-Kurven-Effekt.
- Wertet die Währung eines Landes ab, so dass sich die Wettbewerbsfähigkeit dieses Landes verbessert, dann bedeutet dies für andere Staaten, dass ihre Wettbewerbsfähigkeit nachlässt. Man bezeichnet diese Wirtschaftspolitik, die darauf abzielt, über Abwertungen der Währung die Wettbewerbsfähigkeit auf Kosten anderer Länder zu steigern, als kompetitive Abwertung oder allgemeiner als Beggar-thy-Neighbor-Politik (deutsch „seinen Nachbarn zum Bettler machen“).

## Rechtsfragen
Der Wechselkurs ist auch ein Rechtsbegriff. Bei der Immobilienfinanzierung (Immobiliar-Verbraucherdarlehen) in Fremdwährung hat der Kreditgeber den Kreditnehmer gemäß § 493 Abs. 4 BGB unverzüglich zu informieren, wenn der Wert des noch zu zahlenden Restbetrags oder der Wert der regelmäßigen Tilgungsraten in der Landeswährung des Kreditnehmers um mehr als 20 Prozent gegenüber dem Wert steigt, der bei Zugrundelegung des Wechselkurses bei Vertragsabschluss gegeben wäre. Nach § 503 Abs. 1 BGB kann der Kreditnehmer die Umwandlung eines Darlehens in die Landeswährung des Kreditnehmers verlangen, wenn der Kredit nicht auf die Währung eines EU-Mitgliedstaats lautet, in dem der Kreditnehmer bei Vertragsschluss seinen Wohnsitz hat (beispielsweise Kredite in Schweizer Franken). Diese besondere rechtliche Regelung betrifft Fremdwährungsschulden, die aus Sicht des Kreditgebers neben dem Kreditrisiko auch ein Währungsrisiko beinhalten.
Gemäß § 651f Abs. 1 Nr. 2c BGB darf der Reiseveranstalter den Reisepreis einseitig erhöhen, wenn sich unter anderem nach Vertragsschluss die für die betreffende Pauschalreise geltenden Wechselkurse ändern. Hierdurch kann der Reiseveranstalter sein Währungsrisiko auf den Reisenden überwälzen.
Beim Girovertrag über Bankkonten werden gemäß § 675g Abs. 3 BGB Änderungen von Wechselkursen unmittelbar und ohne vorherige Benachrichtigung wirksam, soweit dies im Zahlungsdiensterahmenvertrag vereinbart wurde und die Änderungen auf den dort vereinbarten Referenzwechselkursen beruhen.